# Чёрный Ключ (Кузоватовский район)
Чёрный Ключ — упразднённый в 2002 году посёлок в Кузоватовском районе Ульяновской области России. Входила на год упразднения в состав Еделевского сельсовета.

## География
Населённый пункт был расположен на реке Томышевка, в 1,5 км от северо-западной окраины села Еделево, центра сельского поселения.

## История
Исключён из учётных данных 10 декабря 2002 года как прекративший существование населённый пункт, из которого выехали все жители

## Население
На 2002 год населения не было.

## Инфраструктура
Было личное подсобное хозяйство.

## Транспорт
Просёлочные дороги, с выездом на шоссе Кузоватово—Никольское, к селу Еделево.